# الراب الجزائري
الراب الجزائري أول راب في إفريقيا، يشير إلى حركة وثقافة الهيب هوب، التي ظهرت في أواخر الثمانينات في الجزائر. ظهر هذا النوع في سياق سياسي واجتماعي صعب للغاية، يفضّل ظهوره، ويسمح له بالعثور على جمهور شاب في نفس الوقت، فضولي ومتشوق للانفتاح الموسيقي. تأثر بنظرائه الأمريكيين والفرنسيين [بحاجة لمصدر] الراب الجزائري يؤدى بلغات مختلفة : العربية، الفرنسية والإنجليزية.

## التاريخ
ظهرت موسيقى الهيب هوب في أوائل الثمانينيات في الجزائر، في وقت اتسم بالفوضى الاجتماعية. ظهرت أولى مجموعات الهيب هوب الجزائرية خلال هذه الفترة، مثل فرقة Hamma Boys، وIntik (تشكلت عام 1988)، وLe Micro Bruis le silence (MBS، التي تشكلت عام 1993)، وTOX التي أصبحت شائعة في نهاية السنوات. 1990. على سبيل المثال، تم تشكيل TOX في عام 1996 أثناء الحرب الأهلية الجزائرية. في الوقت نفسه، بدأت وسائل الإعلام تهتم بهذا الأسلوب الموسيقي الجديد. المقالات الصحفية تتكاثر والظهور في الإذاعة والتلفزيون يتبع بعضها البعض، خاصةً وأن بعض الناشرين يخاطرون بإنتاج مجموعات قليلة وتنظيم الحفلات الموسيقية والمهرجانات في جميع أنحاء الجزائر. يؤيد هذا المناخ ظهور عدة مجموعات مثل Karim ElGang وK2C وLAX.
في عام 1997، خلال حفل موسيقي، قاطعت الشرطة مغني الراب لطفي دوبل كانون، مما أدى إلى تأجيج التوترات. بعد نجاح مجموعة ألجابساب المنشورة في فرنسا، اكتسبت موسيقى الراب الجزائرية شهرة في الخارج بفضل مجموعتي MBS وIntik اللتين وقعا على التوالي مع مجموعة يونيفرسال الموسيقية وسوني في 1999. حققت هذه المغامرة نجاحًا مختلطًا مع الجمهور الفرنسي الذي لم يفهم كلماتهم جيدًا. ولدت مجموعة أخرى، هذه المرة من وهران، لكنها تمر دون أن يلاحظها أحد تقريبًا بسبب سوء توزيعها.
دارك مان، واسمه الحقيقي يوسف سداس، الزعيم السابق لـ Intik، يترك الفرقة ويبدأ مسيرة منفردة تحت قيادة يوسف الزائف. بعد ذلك، دخلت موسيقى الراب الجزائرية مرحلة الهدوء بين عامي 2001 و2004 قبل أن تطفو على السطح من 2005 بظهور العديد من المدونات والمواقع الإلكترونية المخصصة لموسيقى الراب الجزائرية، وكان أشهرها الراب الجزائري في ذلك الوقت. com. من بين الأسماء الناشئة لمشهد الراب الجزائري الجديد نذكر : كريم الجانج، ماموث / AMH، TaaRyk TK، ZED / Beton Bled، Azpak، BLACK HEART، Fugi، Raouf Adear، Mehdi Rapace، Imohar (سابقًا Talisman)، Abrazax، FFA، JMB، إلخ.
لا تزال حركة الراب مهمشة للغاية من قبل السلطات العامة ووسائل الإعلام المختلفة التي يتعذر الوصول إليها، باستثناء مغني الراب لطفي دوبل كانون (DK) الذي يتمتع بشعبية كبيرة. ثم جاء دور الجيل الجديد للفوز، من أحياء مختلفة.

## الألفينات
في عام 2011، شهدت موسيقى الراب ظهور «جيل جديد»، حيث بدأ مغني الراب في التأثير على سوق الموسيقى الجزائري. يمكننا الاستشهاد من بينها DMF وBlidian Thugz وDirty16Prod وIntik Prod وC4rys وZenka Resistance وL D'Ex (Liberté D'Expression) وFreekence وAfrica jungle (Soolking أحد أعضاء هذه المجموعة قبل إطلاقها الفردي في عام 2016)، ياكوزا، وكذلك ثورة زنكة والطاقم الجنوبي في جنوب الجزائر. تعمل المجموعات الآن على صنع اسم لأنفسهم على يوتيوب وفيسبوك والسوق السوداء.
في عام 2013، أصدر جمال الدين البي (MC Majhoul) ألبومه الأول المكون من ثلاثة عشر أغنية بعنوان Couloir noir. خلال هذه الفترة، أصبح ظاهرة جديدة للهيب هوب الجزائري. في عام 2017، أصدر الفنان Flenn أغنية جديدة، Dlam Lil، بالتعاون مع المغنية يسرى بوداح ،الذي حصد مقطعه ملايين المشاهدات على موقع يوتيوب. وبعدها تم ظهور مغنيين أخرين مثل Didine Canon 16 و Bouroubaz و Dak و Trap King و غيرهم الكثير.